# Симоненко, Игорь Борисович
И́горь Бори́сович Симоне́нко (16 августа 1935 — 22 марта 2008) — российский математик, заслуженный деятель науки Российской Федерации (1998), соросовский профессор.

## Биография
Игорь Симоненко родился 16 августа 1935 года в Киеве. В 1953 году закончил Луганский машиностроительный техникум, начал работать на заводе и поступил на заочное отделение физико-математического факультета Ростовского государственного университета. После успешного завершения первого курса заочно, перешёл на дневное отделение. По итогам написания и защиты дипломной работы в 1958 году был награжден медалью М. В. Ломоносова. Результаты его дипломной работы были опубликованы в докладах Академии наук СССР.
Затем он начал учиться в аспирантуре, его научным руководителем был профессор Ф. Д. Гахов. В 1961 году Симоненко защитил кандидатскую диссертацию, в 1962 получил научное звание старшего научного сотрудника, в 1964 учёное звание доцента, в 1967 (в возрасте 32 лет) защитил докторскую диссертацию в диссертационном совете Ленинградского государственного университета, в 1970 получил учёное звание профессора, в 1971 году возглавил кафедру вычислительной математики Ростовского государственного университета, а в 1972 основал и возглавил кафедру алгебры и дискретной математики, которой заведовал до конца своих дней (36 лет).
Как минимум с 1969 года по 2008 в РГУ регулярно проходил организованный им семинар, на котором выступали как местные учёные, так и приглашённые Симоненко докладчики, среди которых С. Г. Михлин, И. Ц. Гохберг, Н. Я. Крупник, Г. С. Литвинчук, А. И. Вольперт, Б. А. Пламеневский, М. А. Шубин, А. С. Маркус, С. Г. Самко, Н. К. Карапетянц, Б. Зильберманн, А. Бётчер, А. А. Килбас, В. Н. Врагов.
И. Б. Симоненко за свою научную карьеру опубликовал около двух сотен работ, включая монографии и учебные пособия. Он был руководителем и соруководителем четырёх докторских диссертаций: В. С. Пилиди (1990), В. С. Рабинович (1993), С. М. Грудский (1995), В. Б. Левенштам (2000), а также 30 кандидатских: Э. М. Саак (1967), С. М. Зеньковская (1971), В. Н. Семенюта (1972), В. С. Пилиди (1972), Л. Родэ (1972), В. М. Деундяк (1976), Л. Коледов (1976), М. П. Бородицкий (1976), Я. М. Ерусалимский (1976), В. Б. Левенштам (1977), Р. Я. Докторский (1978), А. Б. Хевелев (1979), А. Г. Мясников (1980), С. Эдельштейн (1980), И. Куликов (1981), С. З. Левендорский (1981), С. М. Грудский (1981), Б. Я. Штейнберг (1982), В. Яновер (1982), П. Николенко (1983), Я. С. Сойбельман (1985), И. Фалькович (1986), С. Гордеев (1986), В. В. Наумов (1987), В. А. Стукопин (1988), А. В. Олифер (1989), М. Э. Абрамян (1992), С. С. Михалкович (1994), Т. В. Богачёв (2000), Е. А. Максименко (2004).
Симоненко написал две монографии о применении локального принципа, одну из них совместно с учеником Чинь Нгок Минем. Ещё одна монография «Локальный метод в теории инвариантных относительно сдвига операторов и их огибающих», была завершена в 2007 году и стала его последней публикацией. Во время проведения научных исследований он также сделал открытия в области одномерных и многомерных сингулярных интегральных уравнений. Эти открытия публиковались в академической печати, Американское Математическое Общество переводило их на английский язык.
Умер И. Б. Симоненко 22 марта 2008 года.